# Шебутинський краєзнавчий музей
Шебутинський краєзнавчий музей. — с. Шебутинці Сокирянський район Чернівецька область Україна.
Розгорнув експозицію у новій школі, довершивши 2007 року розповідь у речах і документах від найдавніших пам'яток археології трипільської культури, основних етапів розвитку історії та природи села до повноцінного унікального для східних районів області за кількістю і різноманіттям музейних предметів, етнографічного комплексу.
Центром його є діючий під час майстер-класів верстат-кросна ткалі Якубини Ганни Андріївни, яка передала в музей родинну реліквію. Брати Якубини — вчителі-історики школи — спільно з учнями систематизували польові знахідки, в тому числі й роздобуті на території ландшафного заказника місцевого значення «Шебутинський яр», його вапнякових печер та водоспадів. В архіві місцевої церкви «Успіння Богородиці» вони виявили церковне обстеження 80-х років XIX століття, зібрали та опрацювали світлини односельців з різних епох, соціальних станів та політичних катаклізмів. Екскурсія охоплює і позамузейні пам'ятки — ліси та крутосхили яру з цінними геологічними утвореннями, поховання німецьких солдат тощо.
(За Євдокією Антонюк-Гаврищук).
- Шкільний краєзнавчий музей села Шебутинці заснований 2006 року.
- Фонди нараховують 1472 експонати.
- Відділи: Краєзнавчий. Історичний. Етнографічний.
- Директор музею Якубина Сергій Іванович, вчитель історії.